# Hylaea grisearia
Hylaea grisearia là một loài bướm đêm trong họ Geometridae.